# Kongur Glacier
Kongur Glacier är en glaciär i Antarktis. Den ligger i Sydshetlandsöarna. Argentina, Chile och Storbritannien gör anspråk på området. Kongur Glacier ligger 379 meter över havet.
Terrängen runt Kongur Glacier är varierad. Havet är nära Kongur Glacier åt nordväst. Trakten är obefolkad. Det finns inga samhällen i närheten. 